# 念珠根茎黄芩
念珠根茎黄芩（学名：Scutellaria moniliorrhiza）为唇形科黄芩属下的一个种。

## 扩展阅读
- 維基物種上的相關：念珠根茎黄芩